# Letsile Tebogo
Letsile Tebogo est un athlète botswanais spécialiste des épreuves de sprint, né le 7 juin 2003 à Kanye.
Il devient champion olympique du 200 mètres aux Jeux de Paris le jeudi 8 août 2024, en 19 s 46. Il bat de ce fait le record d'Afrique de la distance,.
Il détient par ailleurs le record du monde junior du 100 m avec 9 s 91.
Il est aussi le plus jeune athlète à avoir couru un 100 m en moins de 10 s, en ayant accompli cette performance à l’âge de 18 ans et 327 jours.

## Biographie

### Champion du monde junior sur 100m et médaillé d'argent sur 200m (2021)
Issu d'un quartier populaire de sa ville de naissance, Letsile Tebogo se révèle en février 2021 à l’âge de 17 ans en courant le 100 mètres en 10 s 14 à Gaborone.
La même année, il est sacré champion du monde junior à Nairobi sur 100 m avec un temps de 10 s 19, après avoir établi un record national en 10 s 11 en séries. Il remporte également la médaille d'argent du 200 m.

### Record du monde junior du 100 m (2022)
Le 19 février 2022, à Gaborone, Tebogo remporte la course juniors en 10 s 08. Le 30 avril, toujours à Gaborone, il s'empare du record du monde junior du 100 m en courant 9 s 96 (avec un vent favorable de 1,9 m/s), améliorant d'un centième de seconde la marque de l'Américain Trayvon Bromell établie en 2014. Mais finalement, cette performance n'est pas homologuée. Il devient ensuite en juin champion d'Afrique du 200 m à Saint-Pierre (Maurice), son premier succès international majeur en catégorie sénior.
Le 15 juillet 2022, en séries des championnats du monde de Eugene, Letsile Tebogo établit le temps de 9 s 94 et bat de 3/100e de seconde le record du monde junior du 100 m de Trayvon Bromell. Il est éliminé en demi-finale dans le temps de 10 s 17. Aux championnats du monde juniors, à Cali en Colombie, il conserve son titre du 100 m en s'imposant en 9 s 91, nouveau record du monde junior, et s'incline de 6/1000e de seconde seulement sur 200 m face à l'Israélien Blessing Afrifah.

### Record d'Afrique du 200 mètres & médailles d'argent et de bronze aux Mondiaux (2023)
En 2023, à l'occasion des Mondiaux de Budapest, Letsile Tebogo devient le premier athlète africain à monter sur le podium du 100 mètres lors des championnats du monde. Devancé de 5/100e de seconde par l'Américain Noah Lyles, il établit un nouveau record du Botswana en 9 s 88 et devance d'un millième de seconde seulement le Britannique Zharnel Hughes. Quelques jours plus tard, il obtient la médaille de bronze sur 200 m en signant le temps de 19 s 81, derrière les Américains Noah Lyles et Erriyon Knighton.

### Meilleures performances mondiales du 300 mètres et champion olympique du 200 m (2024)
Le 17 février 2024 à Pretoria, Letsile Tebogo établit en 30 s 69 la meilleure performance mondiale de tous les temps sur 300 m, améliorant de 12/100e de seconde la marque de Wayde van Niekerk datant de 2017.
Le 18 mars 2024, toujours à Pretoria, il améliore de près d'une demi-seconde son record personnel sur 400 mètres en réalisant le temps de 44 s 29.
Il est nommé porte-drapeau de la délégation botswanaise aux Jeux olympiques d'été de 2024 à Paris en compagnie de la nageuse Maxine Egner.

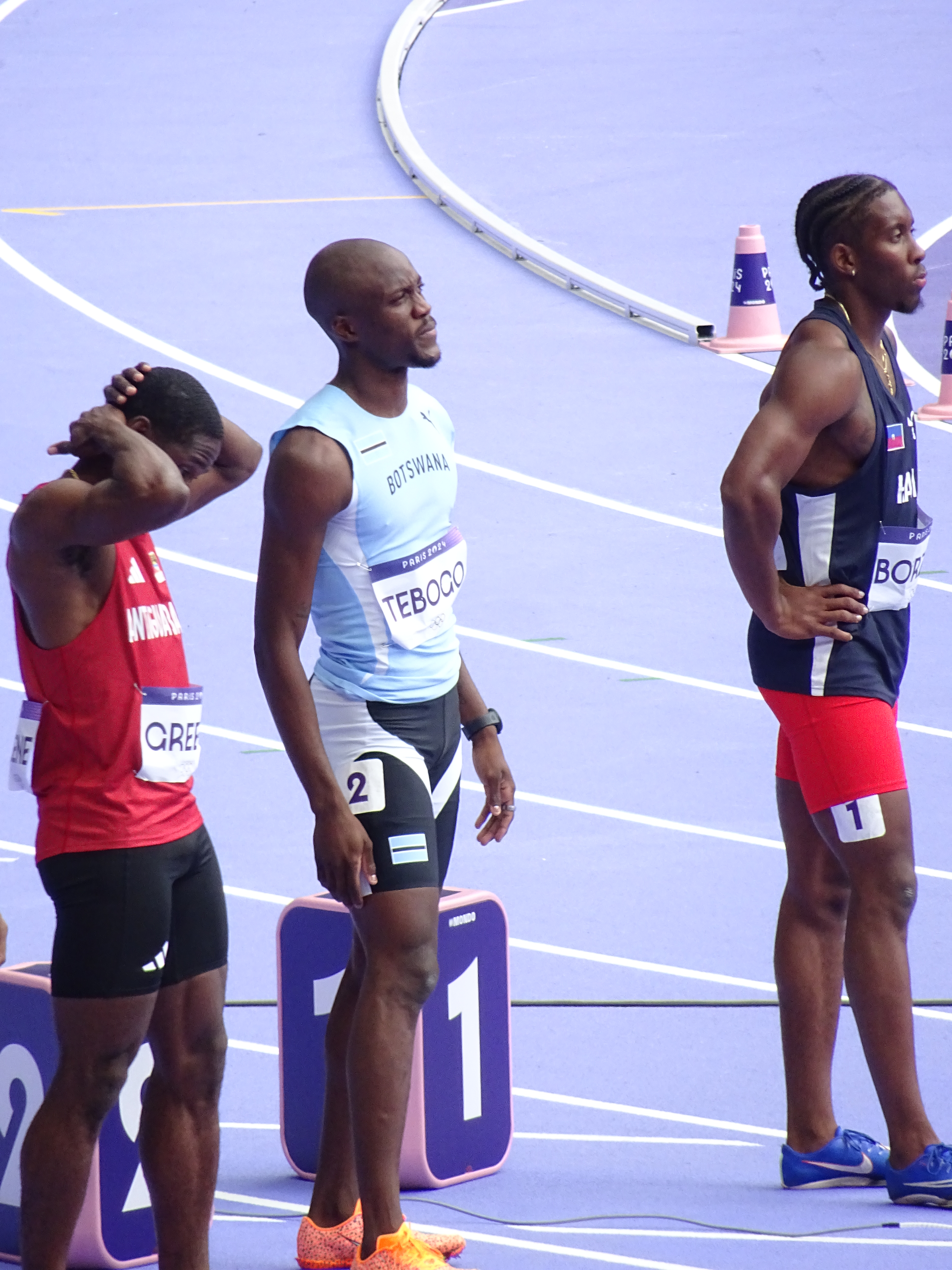
Letsile Tebogo (au centre) sur la ligne de départ des séries du 100 m au côté de Cejhae Greene et Christopher Borzor lors des Jeux Olympiques 2024.

Au cours de ces Jeux olympiques, il atteint la finale du 100 m, où il se classe sixième avec un nouveau record national de 9 s 86. Le 8 août, il décroche la médaille d'or sur 200 m avec un temps de 19 s 46, célébrant à quelques mètres de l'arrivée et établissant un nouveau record continental. Il devance le vice-champion olympique de Tokyo 2020, Kenneth Bednarek ainsi que Noah Lyles, champion du monde 2023 sur 100 m, 200 m et 4 × 100 m de 2023.
A la fin de sa course, il dédie sa victoire à sa défunte mère, Seratiwa Tebogo.
Avec cette victoire, Letsile Tebogo devient le premier Africain à décrocher la médaille d'or dans cette épreuve.
Le lendemain de sa victoire, le président du Botswana, Mokgweetsi Masisi, déclare l'après-midi du 9 août 2024 férié en l'honneur de la performance exceptionnelle de Tebogo. Ce dernier devient ainsi le premier athlète de son pays à remporter une médaille d'or dans l'histoire des Jeux olympiques.
Le 9 août, il participe au relais 4 × 400 m avec son équipe et remportent leur série. Lors de la finale, en tant que dernier relayeur, il décroche la médaille d'argent après une intense bataille face à Rai Benjamin des États-Unis, établissant également un nouveau record continental.
Lors de cette finale, Letsile Tebogo réalise le deuxième meilleur temps de passage de l'histoire en 43 s 04, juste derrière le légendaire 42 s 94 de Michael Johnson en 1993.

### Activités notables
En avril 2025, le champion olympique Letsile Tebogo a été nommé ambassadeur de la Journée de l'athlétisme pour les enfants 2025 par World Athletics. Le sprinteur botswanais, connu pour avoir brisé les barrières du sprint africain, mènera des initiatives visant à encourager la participation des jeunes à l'athlétisme à l'échelle mondiale.

## Palmarès
| Date | Compétition                   | Lieu         | Résultat | Épreuve   | Temps         |
| ---- | ----------------------------- | ------------ | -------- | --------- | ------------- |
| 2021 | Championnats du monde juniors | Nairobi      | 1er      | 100 m     | 10 s 19       |
| 2021 | Championnats du monde juniors | Nairobi      | 2e       | 200 m     | 20 s 38       |
| 2022 | Championnats d'Afrique        | Saint-Pierre | 1er      | 200 m     | 20 s 26       |
| 2022 | Championnats du monde juniors | Cali         | 1er      | 100 m     | 9 s 91        |
| 2022 | Championnats du monde juniors | Cali         | 2e       | 200 m     | 19 s 96       |
| 2023 | Championnats du monde         | Budapest     | 2e       | 100 m     | 9 s 88        |
| 2023 | Championnats du monde         | Budapest     | 3e       | 200 m     | 19 s 81       |
| 2024 | Relais mondiaux               | Nassau       | 1er      | 4 × 400 m | 2 min 59 s 11 |
| 2024 | Jeux olympiques               | Paris        | 6e       | 100 m     | 9 s 86        |
| 2024 | Jeux olympiques               | Paris        | 1er      | 200 m     | 19 s 46       |
| 2024 | Jeux olympiques               | Paris        | 2e       | 4 × 400 m | 2 min 54 s 53 |

## Records
| Épreuve | Temps                    | Lieu     | Date            |
| ------- | ------------------------ | -------- | --------------- |
| 100 m   | 9 s 86 (+ 1,0 m/s) (NR)  | Paris    | 4 août 2024     |
| 200 m   | 19 s 46 (+ 0,4 m/s) (AR) | Paris    | 8 août 2024     |
| 300 m   | 30 s 69 (WR)             | Pretoria | 17 février 2024 |
| 400 m   | 44 s 29                  | Pretoria | 18 mars 2024    |

### Meilleures performances par année
| Année | Temps   | Date             | Lieu     | Rang |
| ----- | ------- | ---------------- | -------- | ---- |
| 2019  | 10 s 68 | 14 décembre 2019 | Gaborone | 1976 |
| 2020  | 10 s 49 | 14 mars 2020     | Gaborone | 351  |
| 2021  | 10 s 11 | 18 août 2021     | Nairobi  | 66   |
| 2022  | 9 s 91  | 2 août 2021      | Cali     | 11   |
| 2023  | 9 s 88  | 20 août 2023     | Budapest | 7    |
| 2024  | 9 s 86  | 4 août 2024      | Paris    | 8    |

| Année | Temps   | Date             | Lieu     | Rang |
| ----- | ------- | ---------------- | -------- | ---- |
| 2019  | 21 s 12 | 15 décembre 2019 | Gaborone | 704  |
| 2020  | 20 s 71 | 14 mars 2020     | Gaborone | 64   |
| 2021  | 20 s 31 | 20 août 2021     | Nairobi  | 52   |
| 2022  | 19 s 96 | 4 août 2022      | Cali     | 16   |
| 2023  | 19 s 50 | 23 juillet 2023  | Londres  | 2    |
| 2024  | 19 s 46 | 8 août 2024      | Paris    | 1    |